# جيوفري كير
جيوفري كير (بالإنجليزية: Geoffrey Kerr)‏ هو كاتب مسرحي وممثل بريطاني (وحمل سابقاً جنسية المملكة المتحدة لبريطانيا العظمى وأيرلندا)، ولد في 26 يناير 1895 بلندن في المملكة المتحدة، وتوفي في 1 يوليو 1971 في المملكة المتحدة.

## وصلات خارجية
- جيوفري كير على موقع IMDb (الإنجليزية)
- جيوفري كير على موقع قاعدة بيانات برودواي على الإنترنت (الإنجليزية)
- جيوفري كير على موقع قاعدة بيانات الفيلم (الإنجليزية)